# Елкридж (Меріленд)
Елкридж (англ. Elkridge) — переписна місцевість (CDP) в США, в окрузі Говард штату Меріленд. Населення — 25 171 особа (2020).

## Географія
Елкридж розташований за координатами 39°11′43″ пн. ш. 76°44′30″ зх. д. / 39.19528° пн. ш. 76.74167° зх. д. (39.195258, -76.741578).  За даними Бюро перепису населення США в 2010 році переписна місцевість мала площу 21,75 км², з яких 21,72 км² — суходіл та 0,03 км² — водойми.

## Демографія
Згідно з переписом 2010 року, у переписній місцевості мешкали 15 593 особи в 5734 домогосподарствах у складі 3952 родин. Густота населення становила 717 осіб/км².  Було 6066 помешкань (279/км²).
Расовий склад населення:
| - 61,6 % — білих - 19,8 % — чорних або афроамериканців - 12,2 % — азіатів - 0,3 % — корінних американців - 0,1 % — вихідців з тихоокеанських островів - 2,2 % — осіб інших рас |

До двох чи більше рас належало 3,9 %. Частка іспаномовних становила 6,3 % від усіх жителів.
За віковим діапазоном населення розподілялося таким чином: 27,0 % — особи молодші 18 років, 67,5 % — особи у віці 18—64 років, 5,5 % — особи у віці 65 років та старші. Медіана віку мешканця становила 32,5 року. На 100 осіб жіночої статі у переписній місцевості припадало 96,0 чоловіків;  на 100 жінок у віці від 18 років та старших — 93,7 чоловіків також старших 18 років.
Середній дохід на одне домашнє господарство  становив 106 676 доларів США (медіана — 97 118), а середній дохід на одну сім'ю — 113 404 долари (медіана — 104 110). Медіана доходів становила 72 740 доларів для чоловіків та 54 111 долар для жінок. За межею бідності перебувало 5,6 % осіб, у тому числі 5,7 % дітей у віці до 18 років та 3,8 % осіб у віці 65 років та старших.
Цивільне працевлаштоване населення становило 10 116 осіб. Основні галузі зайнятості: освіта, охорона здоров'я та соціальна допомога — 23,4 %, науковці, спеціалісти, менеджери — 17,6 %, публічна адміністрація — 12,9 %.